# Egyesült Magyar Párt
Az Egyesült Országos Keresztényszocialista és Magyar Nemzeti Párt (röviden Egyesült Magyar Párt, 1938-tól Felvidéki Magyar Párt) magyar politikai párt volt Csehszlovákiában, majd az első szlovák köztársaságban és Magyarországon 1936 és 1940 között.

## Története
A párt az Országos Keresztényszocialista Párt és a Magyar Nemzeti Párt egyesülésével jött létre az 1936. június 21-én Érsekújvárban megtartott kongresszuson. Elnökké Jaross Andor, ügyvezető elnökké Esterházy Jánost választották. A tényleges egyesítést azonban csak a következő évre sikerült elérni. Az egyesült párt mindkét elődpárt értékrendjét átvette, így a keresztényszocializmus és a nacionalizmus is hangsúlyos szerepet kapott programjában. Ezen kívül az itteni magyarság problémáival is foglalkozott, és a kormányzatnak számos memorandumot nyújtott be a magyarokat ért sérelmek orvoslását kérve. Edvard Beneš köztársasági elnök 1936–37-ben több alkalommal fogadta az EMP képviselőit, azonban követeléseikből semmi sem valósult meg.
A párt a csehszlovákiai magyarság politikájának fő meghatározója lett. Az 1938-as választás előtt a párt jelentős kampányba kezdett, hogy a magyar többségű területekről kiszorítsák a többi pártot, ami jelentős taglétszámbővülést hozott. Az EMP a választáson nagy sikert ért el a magyarlakta területeken. Az ekkor kibontakozó csehszlovák válság idején a megfontolt politikájának köszönhetően a magyar többségű területeken nem került sor jelentősebb incidensekre. Az első bécsi döntés hatására a tagság nagy része Magyarországhoz került, és felvette a Felvidéki Magyar Párt nevet. Ezt később a kormányzattal való sok konfliktus hatására beolvasztották a Magyar Élet Pártjába. A szlovák területeken maradt magyarok érdekeit az Esterházy János vezette Szlovenszkói Magyar Párt képviselte tovább.